# Gornje Romanovce
Gornje Romanovce (em cirílico: Горње Романовце) é uma vila da Sérvia localizada no município de Surdulica, pertencente ao distrito de Pčinja. A sua população era de 18 habitantes segundo o censo de 2011.

## Demografia
| 1948 | 1953 | 1961 | 1971 | 1981 | 1991 | 2002 | 2011 |
| ---- | ---- | ---- | ---- | ---- | ---- | ---- | ---- |
| 525  | 579  | 596  | 481  | 319  | 93   | 50   | 18   |